# 2022-es IIHF divízió III-as jégkorong-világbajnokság
A 2022-es IIHF divízió III-as jégkorong-világbajnokság A csoportjának mérkőzéseit Kockelscheuerban, Luxemburgban rendezték április 3. és 8. között. A B csoport mérkőzéseit Fokvárosban, a Dél-afrikai Köztársaságban rendezték március 13. és 18. között.
Az Ukrajna elleni invázió miatt Oroszországot és Fehéroroszországot kizárták a főcsoportból, ezért a torna befejezését követően a csoportokban korrigálták a létszámot. Az IIHF döntése alapján a csoportok 3. helyén végzett Luxemburg és Bosznia-Hercegovina nem esett ki, ugyanakkor a második helyeken végzett Törökország és Thaiföld is feljutott.

## A csoport

### Résztvevők
| Csapat                  | Kvalifikáció                                                    |
| ----------------------- | --------------------------------------------------------------- |
| Észak-Korea             | A 2019-es divízió II/B 6. helyezettje, kiesett.                 |
| Törökország             | A 2019-es divízió III 2. helyezettje.                           |
| Türkmenisztán           | A 2019-es divízió III 3. helyezettje.                           |
| Luxemburg               | Rendező, a 2019-es divízió III 4. helyezettje.                  |
| Tajvan                  | A 2019-es divízió III 5. helyezettje.                           |
| Egyesült Arab Emírségek | A 2019-es divízió III selejtezőjének 1. helyezettje, feljutott. |

### Tabella
| Hely. | Csapat                  | M | Gy | HGy | HV | V | G+ | G– | Gk  | P  | Feljutás vagy kiesés        |
| ----- | ----------------------- | - | -- | --- | -- | - | -- | -- | --- | -- | --------------------------- |
| 1.    | Egyesült Arab Emírségek | 4 | 4  | 0   | 0  | 0 | 41 | 11 | +30 | 12 | Feljutott a divízió II B-be |
| 2.    | Törökország             | 4 | 3  | 0   | 0  | 1 | 23 | 22 | +1  | 9  | Feljutott a divízió II B-be |
| 3.    | Türkmenisztán           | 4 | 1  | 0   | 1  | 2 | 17 | 23 | −6  | 4  |                             |
| 4.    | Tajvan                  | 4 | 1  | 0   | 0  | 3 | 11 | 23 | −12 | 3  |                             |
| 5.    | Luxemburg (R)           | 4 | 0  | 1   | 0  | 3 | 11 | 24 | −13 | 2  |                             |
| 6.    | Észak-Korea             | 0 | 0  | 0   | 0  | 0 | 0  | 0  | 0   | 0  | Visszalépett                |

1. ↑  Észak-Korea 2022. február 3-án visszalépett a Covid19-pandémia és utazási korlátozások miatt.[2]

### Mérkőzések
A mérkőzések kezdési időpontjai helyi idő szerint (UTC+2) értendők.
| 2022. április 3. 15:30 | Egyesült Arab Emírségek | 10–4 (4–2, 4–1, 2–1) | Türkmenisztán | Patinoire de Kockelscheuer, Kockelscheuer Nézőszám: 100 |

| Jegyzőkönyv | Jegyzőkönyv      | Jegyzőkönyv                        | Jegyzőkönyv                     | Jegyzőkönyv                                                           |
| --- | ---------------- | ---------------------------------- | ------------------------------- | --------------------------------------------------------------------- |
| | Ahmed Al-Dhaheri | Kapusok                            | Keremli Charyyev Rahman Myradov | Játékvezető: Jonathan Burger Vonalbírók: Lodewijk Beelen David Perduv |
| \| Usenko (Al-Mahrooqi, Shapavalau) – 00:44 \| 1–0 \| \| \| \| 1–1 \| 05:06 – Amanov (Avdeyev, Charyyev) \| \| Chuikov (Zakharau) – 09:02 \| 2–1 \| \| \| Zainutdinov (Usenko, Sauko) – 10:00 \| 3–1 \| \| \| \| 3–2 \| 19:10 – Esenov (Amanov) \| \| Shapavalau (Chuikov) – 19:34 \| 4–2 \| \| \| Zainutdinov (Al-Mahrooqi) – 21:08 \| 5–2 \| \| \| Chuikov (Zakharau, J. Al-Dhaheri) (PP) – 24:37 \| 6–2 \| \| \| Shapavalau (Zainutdinov) – 29:32 \| 7–2 \| \| \| \| 7–3 \| 29:52 – Annasaparov (Hydyrov) \| \| J. Al-Dhaheri (Chuikov, Zakharau) – 38:53 \| 8–3 \| \| \| Zainutdinov (Usenko, Remess) – 42:06 \| 9–3 \| \| \| Zakharau (J. Al-Dhaheri, Al-Mazrouei) – 54:33 \| 10–3 \| \| \| \| 10–4 \| 56:28 – Esenov (Kakabayev) \| |                  |                                    |                                 | Játékvezető: Jonathan Burger Vonalbírók: Lodewijk Beelen David Perduv |
| 8 perc | Büntetések       | 6 perc                             |                                 | Játékvezető: Jonathan Burger Vonalbírók: Lodewijk Beelen David Perduv |
| 38 | Lövések          | 28                                 |                                 | Játékvezető: Jonathan Burger Vonalbírók: Lodewijk Beelen David Perduv |
| Usenko (Al-Mahrooqi, Shapavalau) – 00:44 | 1–0              |                                    |                                 | Játékvezető: Jonathan Burger Vonalbírók: Lodewijk Beelen David Perduv |
| | 1–1              | 05:06 – Amanov (Avdeyev, Charyyev) |                                 | Játékvezető: Jonathan Burger Vonalbírók: Lodewijk Beelen David Perduv |
| Chuikov (Zakharau) – 09:02 | 2–1              |                                    |                                 | Játékvezető: Jonathan Burger Vonalbírók: Lodewijk Beelen David Perduv |
| Zainutdinov (Usenko, Sauko) – 10:00 | 3–1              |                                    |                                 |                                                                       |
| | 3–2              | 19:10 – Esenov (Amanov)            |                                 |                                                                       |
| Shapavalau (Chuikov) – 19:34 | 4–2              |                                    |                                 |                                                                       |
| Zainutdinov (Al-Mahrooqi) – 21:08 | 5–2              |                                    |                                 |                                                                       |
| Chuikov (Zakharau, J. Al-Dhaheri) (PP) – 24:37 | 6–2              |                                    |                                 |                                                                       |
| Shapavalau (Zainutdinov) – 29:32 | 7–2              |                                    |                                 |                                                                       |
| | 7–3              | 29:52 – Annasaparov (Hydyrov)      |                                 |                                                                       |
| J. Al-Dhaheri (Chuikov, Zakharau) – 38:53 | 8–3              |                                    |                                 |                                                                       |
| Zainutdinov (Usenko, Remess) – 42:06 | 9–3              |                                    |                                 |                                                                       |
| Zakharau (J. Al-Dhaheri, Al-Mazrouei) – 54:33 | 10–3             |                                    |                                 |                                                                       |
| | 10–4             | 56:28 – Esenov (Kakabayev)         |                                 |                                                                       |

| 2022. április 3. 19:00 | Törökország | 7–2 (1–0, 3–1, 3–1) | Luxemburg | Patinoire de Kockelscheuer, Kockelscheuer Nézőszám: 1050 |

| Jegyzőkönyv | Jegyzőkönyv                   | Jegyzőkönyv                  | Jegyzőkönyv     | Jegyzőkönyv                                                                  |
| --- | ----------------------------- | ---------------------------- | --------------- | ---------------------------------------------------------------------------- |
| | Tolga Bozacı Muhammed Karagül | Kapusok                      | Philippe Lepage | Játékvezető: Đorđe Fazekas Vonalbírók: Tomislav Grozaj Maarten Van den Acker |
| \| Bakal (Gümüş, Kabay) (PP) – 16:08 \| 1–0 \| \| \| Solak (Y. Karş) – 22:38 \| 2–0 \| \| \| \| 2–1 \| 22:54 – M. Cannon (Potucek) \| \| Ö. Karş (Solak) – 23:19 \| 3–1 \| \| \| Bakal (Halil, Gümüş) (PP) – 32:12 \| 4–1 \| \| \| Gümüş (Kabay) (PP) – 46:21 \| 5–1 \| \| \| Gümüş (Bingöl, Ö. Karş) – 48:33 \| 6–1 \| \| \| \| 6–2 \| 54:52 – Church (Backes) (SH) \| \| Ö. Karş (Y. Karş) (SH) – 57:54 \| 7–2 \| \| |                               |                              |                 | Játékvezető: Đorđe Fazekas Vonalbírók: Tomislav Grozaj Maarten Van den Acker |
| 19 perc | Büntetések                    | 22 perc                      |                 | Játékvezető: Đorđe Fazekas Vonalbírók: Tomislav Grozaj Maarten Van den Acker |
| 53 | Lövések                       | 21                           |                 | Játékvezető: Đorđe Fazekas Vonalbírók: Tomislav Grozaj Maarten Van den Acker |
| Bakal (Gümüş, Kabay) (PP) – 16:08 | 1–0                           |                              |                 | Játékvezető: Đorđe Fazekas Vonalbírók: Tomislav Grozaj Maarten Van den Acker |
| Solak (Y. Karş) – 22:38 | 2–0                           |                              |                 | Játékvezető: Đorđe Fazekas Vonalbírók: Tomislav Grozaj Maarten Van den Acker |
| | 2–1                           | 22:54 – M. Cannon (Potucek)  |                 | Játékvezető: Đorđe Fazekas Vonalbírók: Tomislav Grozaj Maarten Van den Acker |
| Ö. Karş (Solak) – 23:19 | 3–1                           |                              |                 |                                                                              |
| Bakal (Halil, Gümüş) (PP) – 32:12 | 4–1                           |                              |                 |                                                                              |
| Gümüş (Kabay) (PP) – 46:21 | 5–1                           |                              |                 |                                                                              |
| Gümüş (Bingöl, Ö. Karş) – 48:33 | 6–1                           |                              |                 |                                                                              |
| | 6–2                           | 54:52 – Church (Backes) (SH) |                 |                                                                              |
| Ö. Karş (Y. Karş) (SH) – 57:54 | 7–2                           |                              |                 |                                                                              |

| 2022. április 4. 15:30 | Tajvan | 2–10 (0–5, 0–4, 2–1) | Egyesült Arab Emírségek | Patinoire de Kockelscheuer, Kockelscheuer Nézőszám: 50 |

| Jegyzőkönyv | Jegyzőkönyv              | Jegyzőkönyv                                     | Jegyzőkönyv      | Jegyzőkönyv                                                       |
| --- | ------------------------ | ----------------------------------------------- | ---------------- | ----------------------------------------------------------------- |
| | He Wei-chih Lee Yi-cheng | Kapusok                                         | Ahmed Al-Dhaheri | Játékvezető: Ofer Rashal Vonalbírók: Lodewijk Beelen Vincent Zede |
| \| \| 0–1 \| 01:08 – M. Al-Dhaheri (J. Al-Dhaheri, Zakharau) \| \| \| 0–2 \| 02:40 – Usenko (Shapavalau, Sauko) (PP) \| \| \| 0–3 \| 05:31 – Chuikov (Zakharau) \| \| \| 0–4 \| 08:04 – Chuikov (Shapavalau, Zakharau) \| \| \| 0–5 \| 17:39 – J. Al-Dhaheri (Chuikov) \| \| \| 0–6 \| 24:58 – J. Al-Dhaheri (Zakharau) \| \| \| 0–7 \| 27:38 – Zakharau (Chuikov) \| \| \| 0–8 \| 36:10 – Zakharau (Chuikov, Sauko) (SH) \| \| \| 0–9 \| 39:47 – Usenko (Zainutdinov, Al-Mazrouei) (PP) \| \| Wang (Shen Yen-c.) – 42:13 \| 1–9 \| \| \| Mi (Chang, Lin J.) – 47:53 \| 2–9 \| \| \| \| 2–10 \| 50:26 – Chuikov \| |                          |                                                 |                  | Játékvezető: Ofer Rashal Vonalbírók: Lodewijk Beelen Vincent Zede |
| 10 perc | Büntetések               | 12 perc                                         |                  | Játékvezető: Ofer Rashal Vonalbírók: Lodewijk Beelen Vincent Zede |
| 26 | Lövések                  | 55                                              |                  | Játékvezető: Ofer Rashal Vonalbírók: Lodewijk Beelen Vincent Zede |
| | 0–1                      | 01:08 – M. Al-Dhaheri (J. Al-Dhaheri, Zakharau) |                  | Játékvezető: Ofer Rashal Vonalbírók: Lodewijk Beelen Vincent Zede |
| | 0–2                      | 02:40 – Usenko (Shapavalau, Sauko) (PP)         |                  | Játékvezető: Ofer Rashal Vonalbírók: Lodewijk Beelen Vincent Zede |
| | 0–3                      | 05:31 – Chuikov (Zakharau)                      |                  | Játékvezető: Ofer Rashal Vonalbírók: Lodewijk Beelen Vincent Zede |
| | 0–4                      | 08:04 – Chuikov (Shapavalau, Zakharau)          |                  |                                                                   |
| | 0–5                      | 17:39 – J. Al-Dhaheri (Chuikov)                 |                  |                                                                   |
| | 0–6                      | 24:58 – J. Al-Dhaheri (Zakharau)                |                  |                                                                   |
| | 0–7                      | 27:38 – Zakharau (Chuikov)                      |                  |                                                                   |
| | 0–8                      | 36:10 – Zakharau (Chuikov, Sauko) (SH)          |                  |                                                                   |
| | 0–9                      | 39:47 – Usenko (Zainutdinov, Al-Mazrouei) (PP)  |                  |                                                                   |
| Wang (Shen Yen-c.) – 42:13 | 1–9                      |                                                 |                  |                                                                   |
| Mi (Chang, Lin J.) – 47:53 | 2–9                      |                                                 |                  |                                                                   |
| | 2–10                     | 50:26 – Chuikov                                 |                  |                                                                   |

| 2022. április 5. 15:30 | Tajvan | 2–6 (0–1, 1–1, 1–4) | Törökország | Patinoire de Kockelscheuer, Kockelscheuer Nézőszám: 75 |

| Jegyzőkönyv | Jegyzőkönyv  | Jegyzőkönyv                       | Jegyzőkönyv  | Jegyzőkönyv                                                                  |
| --- | ------------ | --------------------------------- | ------------ | ---------------------------------------------------------------------------- |
| | Lee Yi-cheng | Kapusok                           | Tolga Bozacı | Játékvezető: Đorđe Fazekas Vonalbírók: Tomislav Grozaj Maarten Van den Acker |
| \| \| 0–1 \| 01:07 – Bakal \| \| Chen K. (Pan) (PP) – 29:46 \| 1–1 \| \| \| \| 1–2 \| 37:31 – Gümüş (Kabay, Anlar) (PP) \| \| Hsiao Po-yun (Hsiao Po-yuan) – 40:57 \| 2–2 \| \| \| \| 2–3 \| 43:25 – Bingöl (Gümüş) \| \| \| 2–4 \| 46:49 – Y. Karş (Ö. Karş, Bingöl) \| \| \| 2–5 \| 56:50 – Solak (Savaş) (EN) \| \| \| 2–6 \| 58:01 – Anlar (Turan, Y. Karş) \| |              |                                   |              | Játékvezető: Đorđe Fazekas Vonalbírók: Tomislav Grozaj Maarten Van den Acker |
| 14 perc | Büntetések   | 10 perc                           |              | Játékvezető: Đorđe Fazekas Vonalbírók: Tomislav Grozaj Maarten Van den Acker |
| 24 | Lövések      | 34                                |              | Játékvezető: Đorđe Fazekas Vonalbírók: Tomislav Grozaj Maarten Van den Acker |
| | 0–1          | 01:07 – Bakal                     |              | Játékvezető: Đorđe Fazekas Vonalbírók: Tomislav Grozaj Maarten Van den Acker |
| Chen K. (Pan) (PP) – 29:46 | 1–1          |                                   |              | Játékvezető: Đorđe Fazekas Vonalbírók: Tomislav Grozaj Maarten Van den Acker |
| | 1–2          | 37:31 – Gümüş (Kabay, Anlar) (PP) |              | Játékvezető: Đorđe Fazekas Vonalbírók: Tomislav Grozaj Maarten Van den Acker |
| Hsiao Po-yun (Hsiao Po-yuan) – 40:57 | 2–2          |                                   |              |                                                                              |
| | 2–3          | 43:25 – Bingöl (Gümüş)            |              |                                                                              |
| | 2–4          | 46:49 – Y. Karş (Ö. Karş, Bingöl) |              |                                                                              |
| | 2–5          | 56:50 – Solak (Savaş) (EN)        |              |                                                                              |
| | 2–6          | 58:01 – Anlar (Turan, Y. Karş)    |              |                                                                              |

| 2022. április 5. 19:00 | Türkmenisztán | 4–5 (h.u.) (2–2, 1–2, 1–0) (h.u.: 0–1) | Luxemburg | Patinoire de Kockelscheuer, Kockelscheuer Nézőszám: 580 |

| Jegyzőkönyv | Jegyzőkönyv                     | Jegyzőkönyv                                  | Jegyzőkönyv     | Jegyzőkönyv                                                    |
| --- | ------------------------------- | -------------------------------------------- | --------------- | -------------------------------------------------------------- |
| | Rahman Myradov Keremli Charyyev | Kapusok                                      | Philippe Lepage | Játékvezető: Ofer Rashal Vonalbírók: David Perduv Vincent Zede |
| \| Dovletmyradov (Geldimyradov) – 04:01 \| 1–0 \| \| \| \| 1–1 \| 06:17 – M. Cannon (Church, C. Cannon) \| \| Dovletmyradov (SH) – 09:03 \| 2–1 \| \| \| \| 2–2 \| 19:20 – Welter (Backes) \| \| Barkovskiy (Dovletmyradov) (PP) – 25:25 \| 3–2 \| \| \| \| 3–3 \| 29:23 – Backes (Welter, Bechtold) \| \| \| 3–4 \| 37:17 – Church (C. Cannon, M. Cannon) \| \| Dovletmyradov (SH) – 52:29 \| 4–4 \| \| \| \| 4–5 \| 61:57 – C. Cannon (Bechtold, M. Cannon) (PP) \| |                                 |                                              |                 | Játékvezető: Ofer Rashal Vonalbírók: David Perduv Vincent Zede |
| 6 perc | Büntetések                      | 6 perc                                       |                 | Játékvezető: Ofer Rashal Vonalbírók: David Perduv Vincent Zede |
| 31 | Lövések                         | 22                                           |                 | Játékvezető: Ofer Rashal Vonalbírók: David Perduv Vincent Zede |
| Dovletmyradov (Geldimyradov) – 04:01 | 1–0                             |                                              |                 | Játékvezető: Ofer Rashal Vonalbírók: David Perduv Vincent Zede |
| | 1–1                             | 06:17 – M. Cannon (Church, C. Cannon)        |                 | Játékvezető: Ofer Rashal Vonalbírók: David Perduv Vincent Zede |
| Dovletmyradov (SH) – 09:03 | 2–1                             |                                              |                 | Játékvezető: Ofer Rashal Vonalbírók: David Perduv Vincent Zede |
| | 2–2                             | 19:20 – Welter (Backes)                      |                 |                                                                |
| Barkovskiy (Dovletmyradov) (PP) – 25:25 | 3–2                             |                                              |                 |                                                                |
| | 3–3                             | 29:23 – Backes (Welter, Bechtold)            |                 |                                                                |
| | 3–4                             | 37:17 – Church (C. Cannon, M. Cannon)        |                 |                                                                |
| Dovletmyradov (SH) – 52:29 | 4–4                             |                                              |                 |                                                                |
| | 4–5                             | 61:57 – C. Cannon (Bechtold, M. Cannon) (PP) |                 |                                                                |

| 2022. április 6. 15:30 | Egyesült Arab Emírségek | 13–4 (3–0, 5–2, 5–2) | Törökország | Patinoire de Kockelscheuer, Kockelscheuer Nézőszám: 50 |

| Jegyzőkönyv | Jegyzőkönyv      | Jegyzőkönyv                       | Jegyzőkönyv                   | Jegyzőkönyv                                                                 |
| --- | ---------------- | --------------------------------- | ----------------------------- | --------------------------------------------------------------------------- |
| | Ahmed Al Dhaheri | Kapusok                           | Tolga Bozaci Muhammed Karagul | Játékvezető: Jonathan Burger Vonalbírók: David Perduv Maarten Van den Acker |
| \| Usenko (Zainutdinov, Sauko) – 03:37 \| 1–0 \| \| \| Zainutdinov (Zakharau) (SH) – 08:06 \| 2–0 \| \| \| Chuikov (J. Al-Dhaheri, Zakharau) – 10:19 \| 3–0 \| \| \| Zakharau – 20:57 \| 4–0 \| \| \| Zakharau (Chuikov, Remess) – 21:54 \| 5–0 \| \| \| \| 5–1 \| 27:55 – Gümüş (Bakal, Halil) (PP) \| \| \| 5–2 \| 33:57 – Halil (Gümüş, Solak) (PP) \| \| Usenko (Remess, Shapavalau) (PP) – 36:08 \| 6–2 \| \| \| J. Al-Dhaheri (Remess, Zakharau) (PP) – 36:31 \| 7–2 \| \| \| Chuikov (Zakharau, J. Al-Dhaheri) (PP) – 38:59 \| 8–2 \| \| \| \| 8–3 \| 43:51 – Ö. Karş (Gümüş, Bingol) \| \| Chuikov (Remess) (SH) – 45:36 \| 9–3 \| \| \| J. Al-Dhaheri (Zakharau, Chuikov) – 47:58 \| 10–3 \| \| \| Al-Haddad (Chuikov, Al-Yafeai) – 55:30 \| 11–3 \| \| \| \| 11–4 \| 56:52 – Gümüş (Ö. Karş) \| \| Al-Humaidi – 57:37 \| 12–4 \| \| \| Chuikov – 59:24 \| 13–4 \| \| |                  |                                   |                               | Játékvezető: Jonathan Burger Vonalbírók: David Perduv Maarten Van den Acker |
| 70 perc | Büntetések       | 37 perc                           |                               | Játékvezető: Jonathan Burger Vonalbírók: David Perduv Maarten Van den Acker |
| 31 | Lövések          | 22                                |                               | Játékvezető: Jonathan Burger Vonalbírók: David Perduv Maarten Van den Acker |
| Usenko (Zainutdinov, Sauko) – 03:37 | 1–0              |                                   |                               | Játékvezető: Jonathan Burger Vonalbírók: David Perduv Maarten Van den Acker |
| Zainutdinov (Zakharau) (SH) – 08:06 | 2–0              |                                   |                               | Játékvezető: Jonathan Burger Vonalbírók: David Perduv Maarten Van den Acker |
| Chuikov (J. Al-Dhaheri, Zakharau) – 10:19 | 3–0              |                                   |                               | Játékvezető: Jonathan Burger Vonalbírók: David Perduv Maarten Van den Acker |
| Zakharau – 20:57 | 4–0              |                                   |                               |                                                                             |
| Zakharau (Chuikov, Remess) – 21:54 | 5–0              |                                   |                               |                                                                             |
| | 5–1              | 27:55 – Gümüş (Bakal, Halil) (PP) |                               |                                                                             |
| | 5–2              | 33:57 – Halil (Gümüş, Solak) (PP) |                               |                                                                             |
| Usenko (Remess, Shapavalau) (PP) – 36:08 | 6–2              |                                   |                               |                                                                             |
| J. Al-Dhaheri (Remess, Zakharau) (PP) – 36:31 | 7–2              |                                   |                               |                                                                             |
| Chuikov (Zakharau, J. Al-Dhaheri) (PP) – 38:59 | 8–2              |                                   |                               |                                                                             |
| | 8–3              | 43:51 – Ö. Karş (Gümüş, Bingol)   |                               |                                                                             |
| Chuikov (Remess) (SH) – 45:36 | 9–3              |                                   |                               |                                                                             |
| J. Al-Dhaheri (Zakharau, Chuikov) – 47:58 | 10–3             |                                   |                               |                                                                             |
| Al-Haddad (Chuikov, Al-Yafeai) – 55:30 | 11–3             |                                   |                               |                                                                             |
| | 11–4             | 56:52 – Gümüş (Ö. Karş)           |                               |                                                                             |
| Al-Humaidi – 57:37 | 12–4             |                                   |                               |                                                                             |
| Chuikov – 59:24 | 13–4             |                                   |                               |                                                                             |

| 2022. április 7. 15:30 | Türkmenisztán | 4–2 (0–2, 3–0, 1–0) | Tajvan | Patinoire de Kockelscheuer, Kockelscheuer Nézőszám: 79 |

| Jegyzőkönyv | Jegyzőkönyv    | Jegyzőkönyv                               | Jegyzőkönyv  | Jegyzőkönyv                                                         |
| --- | -------------- | ----------------------------------------- | ------------ | ------------------------------------------------------------------- |
| | Rahman Myradov | Kapusok                                   | Lee Yi-cheng | Játékvezető: Đorđe Fazekas Vonalbírók: Lodewijk Beelen David Perduv |
| \| \| 0–1 \| 16:46 – Hsiao Po-yuan (Pan, Chen K.) (PP) \| \| \| 0–2 \| 16:58 – Lu (Chen K., Chen W.) \| \| Dovletmyradov – 24:45 \| 1–2 \| \| \| Amanov – 31:39 \| 2–2 \| \| \| Barkovskiy – 32:46 \| 3–2 \| \| \| Vahovskiy (Amanov) – 47:52 \| 4–2 \| \| |                |                                           |              | Játékvezető: Đorđe Fazekas Vonalbírók: Lodewijk Beelen David Perduv |
| 10 perc | Büntetések     | 8 perc                                    |              | Játékvezető: Đorđe Fazekas Vonalbírók: Lodewijk Beelen David Perduv |
| 26 | Lövések        | 21                                        |              | Játékvezető: Đorđe Fazekas Vonalbírók: Lodewijk Beelen David Perduv |
| | 0–1            | 16:46 – Hsiao Po-yuan (Pan, Chen K.) (PP) |              | Játékvezető: Đorđe Fazekas Vonalbírók: Lodewijk Beelen David Perduv |
| | 0–2            | 16:58 – Lu (Chen K., Chen W.)             |              | Játékvezető: Đorđe Fazekas Vonalbírók: Lodewijk Beelen David Perduv |
| Dovletmyradov – 24:45 | 1–2            |                                           |              | Játékvezető: Đorđe Fazekas Vonalbírók: Lodewijk Beelen David Perduv |
| Amanov – 31:39 | 2–2            |                                           |              |                                                                     |
| Barkovskiy – 32:46 | 3–2            |                                           |              |                                                                     |
| Vahovskiy (Amanov) – 47:52 | 4–2            |                                           |              |                                                                     |

| 2022. április 7. 19:00 | Luxemburg | 1–8 (1–2, 0–5, 0–1) | Egyesült Arab Emírségek | Patinoire de Kockelscheuer, Kockelscheuer Nézőszám: 558 |

| Jegyzőkönyv | Jegyzőkönyv                   | Jegyzőkönyv                               | Jegyzőkönyv       | Jegyzőkönyv                                                       |
| --- | ----------------------------- | ----------------------------------------- | ----------------- | ----------------------------------------------------------------- |
| | Philippe Lepage Sven Cruchten | Kapusok                                   | Khaled Al-Suwaidi | Játékvezető: Ofer Rashal Vonalbírók: Tomislav Grozaj Vincent Zede |
| \| \| 0–1 \| 03:23 – Al-Yafeai (Zakharau) \| \| \| 0–2 \| 08:30 – Chuikov (Usenko, Al-Haddad) \| \| Biver (Grönlund) (Mossong) – 10:59 \| 1–2 \| \| \| \| 1–3 \| 21:30 – Zakharau (Remess) (J. Al-Dhaheri) \| \| \| 1–4 \| 23:51 – Zainutdinov (Zakharau) \| \| \| 1–5 \| 35:48 – Zainutdinov \| \| \| 1–6 \| 36:15 – J. Al-Dhaheri (Zakharau, Remess) \| \| \| 1–7 \| 38:05 – Zakharau (Al-Yafeai, Zainutdinov) \| \| \| 1–8 \| 40:25 – Al-Yafeai (Zainutdinov, Chuikov) \| |                               |                                           |                   | Játékvezető: Ofer Rashal Vonalbírók: Tomislav Grozaj Vincent Zede |
| 10 perc | Büntetések                    | 4 perc                                    |                   | Játékvezető: Ofer Rashal Vonalbírók: Tomislav Grozaj Vincent Zede |
| 13 | Lövések                       | 48                                        |                   | Játékvezető: Ofer Rashal Vonalbírók: Tomislav Grozaj Vincent Zede |
| | 0–1                           | 03:23 – Al-Yafeai (Zakharau)              |                   | Játékvezető: Ofer Rashal Vonalbírók: Tomislav Grozaj Vincent Zede |
| | 0–2                           | 08:30 – Chuikov (Usenko, Al-Haddad)       |                   | Játékvezető: Ofer Rashal Vonalbírók: Tomislav Grozaj Vincent Zede |
| Biver (Grönlund) (Mossong) – 10:59 | 1–2                           |                                           |                   | Játékvezető: Ofer Rashal Vonalbírók: Tomislav Grozaj Vincent Zede |
| | 1–3                           | 21:30 – Zakharau (Remess) (J. Al-Dhaheri) |                   |                                                                   |
| | 1–4                           | 23:51 – Zainutdinov (Zakharau)            |                   |                                                                   |
| | 1–5                           | 35:48 – Zainutdinov                       |                   |                                                                   |
| | 1–6                           | 36:15 – J. Al-Dhaheri (Zakharau, Remess)  |                   |                                                                   |
| | 1–7                           | 38:05 – Zakharau (Al-Yafeai, Zainutdinov) |                   |                                                                   |
| | 1–8                           | 40:25 – Al-Yafeai (Zainutdinov, Chuikov)  |                   |                                                                   |

| 2022. április 8. 15:30 | Törökország | 6–5 (1–0, 4–2, 1–3) | Türkmenisztán | Patinoire de Kockelscheuer, Kockelscheuer Nézőszám: 134 |

| Jegyzőkönyv | Jegyzőkönyv  | Jegyzőkönyv                      | Jegyzőkönyv    | Jegyzőkönyv                                                         |
| --- | ------------ | -------------------------------- | -------------- | ------------------------------------------------------------------- |
| | Tolga Bozaci | Kapusok                          | Rahman Myradov | Játékvezető: Đorđe Fazekas Vonalbírók: Tomislav Grozaj Vincent Zede |
| \| Gümüş (Ö. Karş, Uzunali) – 03:06 \| 1–0 \| \| \| \| 1–1 \| 27:13 – Baymyradov (Esenov) \| \| Bakal (Ö. Karş, Bingöl) (PP) – 28:37 \| 2–1 \| \| \| Bingöl (Ö. Karş, Sentürk) – 33:37 \| 3–1 \| \| \| Bingöl (Gümüş, Y. Karş) (PP2) – 36:40 \| 4–1 \| \| \| \| 4–2 \| 39:02 – Hydyrov (Vahovskiy) (PP) \| \| Gümüş (Bingöl, Ö. Karş) – 39:23 \| 5–2 \| \| \| \| 5–3 \| 42:54 – Barkovskiy (Gayer) \| \| Kavaz (Anlar) – 43:15 \| 6–3 \| \| \| \| 6–4 \| 43:53 – Kakabayev \| \| \| 6–5 \| 54:29 – Hydyrov (Vahovskiy) (PP) \| |              |                                  |                | Játékvezető: Đorđe Fazekas Vonalbírók: Tomislav Grozaj Vincent Zede |
| 12 perc | Büntetések   | 17 perc                          |                | Játékvezető: Đorđe Fazekas Vonalbírók: Tomislav Grozaj Vincent Zede |
| 29 | Lövések      | 20                               |                | Játékvezető: Đorđe Fazekas Vonalbírók: Tomislav Grozaj Vincent Zede |
| Gümüş (Ö. Karş, Uzunali) – 03:06 | 1–0          |                                  |                | Játékvezető: Đorđe Fazekas Vonalbírók: Tomislav Grozaj Vincent Zede |
| | 1–1          | 27:13 – Baymyradov (Esenov)      |                | Játékvezető: Đorđe Fazekas Vonalbírók: Tomislav Grozaj Vincent Zede |
| Bakal (Ö. Karş, Bingöl) (PP) – 28:37 | 2–1          |                                  |                | Játékvezető: Đorđe Fazekas Vonalbírók: Tomislav Grozaj Vincent Zede |
| Bingöl (Ö. Karş, Sentürk) – 33:37 | 3–1          |                                  |                |                                                                     |
| Bingöl (Gümüş, Y. Karş) (PP2) – 36:40 | 4–1          |                                  |                |                                                                     |
| | 4–2          | 39:02 – Hydyrov (Vahovskiy) (PP) |                |                                                                     |
| Gümüş (Bingöl, Ö. Karş) – 39:23 | 5–2          |                                  |                |                                                                     |
| | 5–3          | 42:54 – Barkovskiy (Gayer)       |                |                                                                     |
| Kavaz (Anlar) – 43:15 | 6–3          |                                  |                |                                                                     |
| | 6–4          | 43:53 – Kakabayev                |                |                                                                     |
| | 6–5          | 54:29 – Hydyrov (Vahovskiy) (PP) |                |                                                                     |

| 2022. április 8. 19:00 | Luxemburg | 3–5 (1–1, 0–2, 2–2) | Tajvan | Patinoire de Kockelscheuer, Kockelscheuer Nézőszám: 700 |

| Jegyzőkönyv | Jegyzőkönyv     | Jegyzőkönyv                                      | Jegyzőkönyv | Jegyzőkönyv                                                                    |
| --- | --------------- | ------------------------------------------------ | ----------- | ------------------------------------------------------------------------------ |
| | Philippe Lepage | Kapusok                                          | He Wei-chih | Játékvezető: Jonathan Burger Vonalbírók: Lodewijk Beelen Maarten Van den Acker |
| \| Mossong (Potucek) – 06:21 \| 1–0 \| \| \| \| 1–1 \| 11:15 – Yu (Pan, Shen Yen-c.) (PP) \| \| \| 1–2 \| 33:17 – Chuang (Shen Yen-c., Lu) (PP) \| \| \| 1–3 \| 37:34 – Chang (Lu, Chen K.) \| \| \| 1–4 \| 43:24 – Hsiao Po-yuan (Shen Y, Shen Yen-l.) (PP) \| \| Welter (Backes, Mossong) – 53:03 \| 2–4 \| \| \| Backes (Grönlund, C. Cannon) (EA) – 59:54 \| 3–4 \| \| \| \| 3–5 \| 59:59 – Shen Yen-l. (Hsiao Po-yun) (EN) \| |                 |                                                  |             | Játékvezető: Jonathan Burger Vonalbírók: Lodewijk Beelen Maarten Van den Acker |
| 8 perc | Büntetések      | 4 perc                                           |             | Játékvezető: Jonathan Burger Vonalbírók: Lodewijk Beelen Maarten Van den Acker |
| 28 | Lövések         | 43                                               |             | Játékvezető: Jonathan Burger Vonalbírók: Lodewijk Beelen Maarten Van den Acker |
| Mossong (Potucek) – 06:21 | 1–0             |                                                  |             | Játékvezető: Jonathan Burger Vonalbírók: Lodewijk Beelen Maarten Van den Acker |
| | 1–1             | 11:15 – Yu (Pan, Shen Yen-c.) (PP)               |             | Játékvezető: Jonathan Burger Vonalbírók: Lodewijk Beelen Maarten Van den Acker |
| | 1–2             | 33:17 – Chuang (Shen Yen-c., Lu) (PP)            |             | Játékvezető: Jonathan Burger Vonalbírók: Lodewijk Beelen Maarten Van den Acker |
| | 1–3             | 37:34 – Chang (Lu, Chen K.)                      |             |                                                                                |
| | 1–4             | 43:24 – Hsiao Po-yuan (Shen Y, Shen Yen-l.) (PP) |             |                                                                                |
| Welter (Backes, Mossong) – 53:03 | 2–4             |                                                  |             |                                                                                |
| Backes (Grönlund, C. Cannon) (EA) – 59:54 | 3–4             |                                                  |             |                                                                                |
| | 3–5             | 59:59 – Shen Yen-l. (Hsiao Po-yun) (EN)          |             |                                                                                |

## B csoport

### Résztvevők
| Csapat                  | Kvalifikáció                                            |
| ----------------------- | ------------------------------------------------------- |
| Dél-afrikai Köztársaság | Rendező, a 2019-es divízió III 6. helyezettje, kiesett. |
| Hongkong                | A 2019-es divízió III selejtezőjének 2. helyezettje.    |
| Thaiföld                | A 2019-es divízió III selejtezőjének 3. helyezettje.    |
| Bosznia-Hercegovina     | A 2019-es divízió III selejtezőjének 4. helyezettje.    |

### Tabella
| Hely. | Csapat                      | M | Gy | HGy | HV | V | G+ | G– | Gk  | P  | Feljutás vagy kiesés         |
| ----- | --------------------------- | - | -- | --- | -- | - | -- | -- | --- | -- | ---------------------------- |
| 1.    | Dél-afrikai Köztársaság (R) | 4 | 3  | 0   | 1  | 0 | 24 | 13 | +11 | 10 | Feljutott a divízió III A-ba |
| 2.    | Thaiföld                    | 4 | 2  | 1   | 0  | 1 | 20 | 17 | +3  | 8  | Feljutott a divízió III A-ba |
| 3.    | Bosznia-Hercegovina         | 4 | 0  | 0   | 0  | 4 | 12 | 26 | −14 | 0  |                              |
| 4.    | Hongkong                    | 0 | 0  | 0   | 0  | 0 | 0  | 0  | 0   | 0  | Visszalépett                 |

1. ↑  Hongkong 2022. február 14-én visszalépett a Covid19-pandémia miatt.[3]

### Mérkőzések
A mérkőzések kezdési időpontjai helyi idő szerint (UTC+2) értendők.
| 2022. március 13. 19:00 | Dél-afrikai Köztársaság | 8–3 (2–0, 2–3, 4–0) | Bosznia-Hercegovina | The Ice Station, Fokváros Nézőszám: 250 |

| Jegyzőkönyv | Jegyzőkönyv | Jegyzőkönyv                          | Jegyzőkönyv  | Jegyzőkönyv                                                             |
| --- | ----------- | ------------------------------------ | ------------ | ----------------------------------------------------------------------- |
| | Ryan Boyd   | Kapusok                              | Dino Pašović | Játékvezető: Jobbágy Martin Vonalbírók: Ahmed Al-Farsi Martin Boyadijev |
| \| Compton – 06:39 \| 1–0 \| \| \| Samaai (SH) – 11:08 \| 2–0 \| \| \| \| 2–1 \| 24:54 – Omer \| \| Valadas (Krotz) – 26:48 \| 3–1 \| \| \| \| 3–2 \| 29:17 – Gaković (Miskić) \| \| \| 3–3 \| 36:48 – H. Mrkva (Omer, Mlivić) (PP) \| \| Valadas (Krotz) – 39:39 \| 4–3 \| \| \| Compton (Venter) – 41:47 \| 5–3 \| \| \| Venter (Phakathi, Compton) – 43:39 \| 6–3 \| \| \| Samaai (Carelse, Verwey) – 51:41 \| 7–3 \| \| \| Birrell (Samaai) – 57:59 \| 8–3 \| \| |             |                                      |              | Játékvezető: Jobbágy Martin Vonalbírók: Ahmed Al-Farsi Martin Boyadijev |
| 10 perc | Büntetések  | 4 perc                               |              | Játékvezető: Jobbágy Martin Vonalbírók: Ahmed Al-Farsi Martin Boyadijev |
| 30 | Lövések     | 19                                   |              | Játékvezető: Jobbágy Martin Vonalbírók: Ahmed Al-Farsi Martin Boyadijev |
| Compton – 06:39 | 1–0         |                                      |              | Játékvezető: Jobbágy Martin Vonalbírók: Ahmed Al-Farsi Martin Boyadijev |
| Samaai (SH) – 11:08 | 2–0         |                                      |              | Játékvezető: Jobbágy Martin Vonalbírók: Ahmed Al-Farsi Martin Boyadijev |
| | 2–1         | 24:54 – Omer                         |              | Játékvezető: Jobbágy Martin Vonalbírók: Ahmed Al-Farsi Martin Boyadijev |
| Valadas (Krotz) – 26:48 | 3–1         |                                      |              |                                                                         |
| | 3–2         | 29:17 – Gaković (Miskić)             |              |                                                                         |
| | 3–3         | 36:48 – H. Mrkva (Omer, Mlivić) (PP) |              |                                                                         |
| Valadas (Krotz) – 39:39 | 4–3         |                                      |              |                                                                         |
| Compton (Venter) – 41:47 | 5–3         |                                      |              |                                                                         |
| Venter (Phakathi, Compton) – 43:39 | 6–3         |                                      |              |                                                                         |
| Samaai (Carelse, Verwey) – 51:41 | 7–3         |                                      |              |                                                                         |
| Birrell (Samaai) – 57:59 | 8–3         |                                      |              |                                                                         |

| 2022. március 14. 19:00 | Bosznia-Hercegovina | 4–8 (0–2, 2–2, 2–4) | Thaiföld | The Ice Station, Fokváros Nézőszám: 60 |

| Jegyzőkönyv | Jegyzőkönyv  | Jegyzőkönyv                           | Jegyzőkönyv         | Jegyzőkönyv                                                           |
| --- | ------------ | ------------------------------------- | ------------------- | --------------------------------------------------------------------- |
| | Dino Pašović | Kapusok                               | Benjamin Kleinechay | Játékvezető: Stef Oosterling Vonalbírók: Martin Boyadijev Morne Moses |
| \| \| 0–1 \| 07:52 – Isaksson (Forstner) \| \| \| 0–2 \| 15:45 – Suwachirat (Kindborn) \| \| \| 0–3 \| 29:34 – Kitayama (Forstner, Nagayama) \| \| Gaković (T. Mrkva) – 34:41 \| 1–3 \| \| \| \| 1–4 \| 35:26 – Kitayama (Kindborn) \| \| Mrkva (Ćatović, Gaković) – 36:14 \| 2–4 \| \| \| \| 2–5 \| 40:48 – Kitayama (Isaksson) \| \| Alić (Čordalija) (PP) – 42:19 \| 3–5 \| \| \| \| 3–6 \| 45:46 – Forstner (Isaksson) (PP) \| \| \| 3–7 \| 47:57 – Kitayama \| \| Omer (London) – 50:27 \| 4–7 \| \| \| \| 4–8 \| 54:53 – Suwachirat (Nagayama) \| |              |                                       |                     | Játékvezető: Stef Oosterling Vonalbírók: Martin Boyadijev Morne Moses |
| 4 perc | Büntetések   | 10 perc                               |                     | Játékvezető: Stef Oosterling Vonalbírók: Martin Boyadijev Morne Moses |
| 33 | Lövések      | 40                                    |                     | Játékvezető: Stef Oosterling Vonalbírók: Martin Boyadijev Morne Moses |
| | 0–1          | 07:52 – Isaksson (Forstner)           |                     | Játékvezető: Stef Oosterling Vonalbírók: Martin Boyadijev Morne Moses |
| | 0–2          | 15:45 – Suwachirat (Kindborn)         |                     | Játékvezető: Stef Oosterling Vonalbírók: Martin Boyadijev Morne Moses |
| | 0–3          | 29:34 – Kitayama (Forstner, Nagayama) |                     | Játékvezető: Stef Oosterling Vonalbírók: Martin Boyadijev Morne Moses |
| Gaković (T. Mrkva) – 34:41 | 1–3          |                                       |                     |                                                                       |
| | 1–4          | 35:26 – Kitayama (Kindborn)           |                     |                                                                       |
| Mrkva (Ćatović, Gaković) – 36:14 | 2–4          |                                       |                     |                                                                       |
| | 2–5          | 40:48 – Kitayama (Isaksson)           |                     |                                                                       |
| Alić (Čordalija) (PP) – 42:19 | 3–5          |                                       |                     |                                                                       |
| | 3–6          | 45:46 – Forstner (Isaksson) (PP)      |                     |                                                                       |
| | 3–7          | 47:57 – Kitayama                      |                     |                                                                       |
| Omer (London) – 50:27 | 4–7          |                                       |                     |                                                                       |
| | 4–8          | 54:53 – Suwachirat (Nagayama)         |                     |                                                                       |

| 2022. március 15. 19:00 | Dél-afrikai Köztársaság | 5–2 (0–0, 2–2, 3–0) | Thaiföld | The Ice Station, Fokváros Nézőszám: 280 |

| Jegyzőkönyv | Jegyzőkönyv | Jegyzőkönyv                                  | Jegyzőkönyv         | Jegyzőkönyv                                                              |
| --- | ----------- | -------------------------------------------- | ------------------- | ------------------------------------------------------------------------ |
| | Ryan Boyd   | Kapusok                                      | Benjamin Kleinechay | Játékvezető: Stef Oosterling Vonalbírók: Ahmed Al-Farsi Martin Boyadijev |
| \| \| 0–1 \| 21:32 – Luckanatinakorn (Isaksson, Kindborn) \| \| \| 0–2 \| 26:06 – Isaksson \| \| Vivier (Birrell, Venter) – 28:12 \| 1–2 \| \| \| Giot (Samaai) – 39:51 \| 2–2 \| \| \| Phakathi (Venter, Krotz) – 44:01 \| 3–2 \| \| \| Carelse (Giot) – 52:08 \| 4–2 \| \| \| Venter – 55:57 \| 5–2 \| \| |             |                                              |                     | Játékvezető: Stef Oosterling Vonalbírók: Ahmed Al-Farsi Martin Boyadijev |
| 4 perc | Büntetések  | 32 perc                                      |                     | Játékvezető: Stef Oosterling Vonalbírók: Ahmed Al-Farsi Martin Boyadijev |
| 46 | Lövések     | 23                                           |                     | Játékvezető: Stef Oosterling Vonalbírók: Ahmed Al-Farsi Martin Boyadijev |
| | 0–1         | 21:32 – Luckanatinakorn (Isaksson, Kindborn) |                     | Játékvezető: Stef Oosterling Vonalbírók: Ahmed Al-Farsi Martin Boyadijev |
| | 0–2         | 26:06 – Isaksson                             |                     | Játékvezető: Stef Oosterling Vonalbírók: Ahmed Al-Farsi Martin Boyadijev |
| Vivier (Birrell, Venter) – 28:12 | 1–2         |                                              |                     | Játékvezető: Stef Oosterling Vonalbírók: Ahmed Al-Farsi Martin Boyadijev |
| Giot (Samaai) – 39:51 | 2–2         |                                              |                     |                                                                          |
| Phakathi (Venter, Krotz) – 44:01 | 3–2         |                                              |                     |                                                                          |
| Carelse (Giot) – 52:08 | 4–2         |                                              |                     |                                                                          |
| Venter – 55:57 | 5–2         |                                              |                     |                                                                          |

| 2022. március 16. 19:00 | Bosznia-Hercegovina | 2–6 (1–6, 1–0, 0–0) | Dél-afrikai Köztársaság | The Ice Station, Fokváros Nézőszám: 265 |

| Jegyzőkönyv | Jegyzőkönyv  | Jegyzőkönyv                             | Jegyzőkönyv | Jegyzőkönyv                                                        |
| --- | ------------ | --------------------------------------- | ----------- | ------------------------------------------------------------------ |
| | Dino Pašović | Kapusok                                 | Ryan Boyd   | Játékvezető: Jobbágy Martin Vonalbírók: Ahmed Al-Farsi Morne Moses |
| \| \| 0–1 \| 03:19 – Samaai (Venter) \| \| H. Mrkva (Miskić) – 06:22 \| 1–1 \| \| \| \| 1–2 \| 09:02 – Birrell (Samaai, Magmoed) (PP2) \| \| \| 1–3 \| 09:22 – Krotz (PP) \| \| \| 1–4 \| 09:37 – Van Doesburgh (Birrell) \| \| \| 1–5 \| 13:33 – Compton (Kluyts) \| \| \| 1–6 \| 17:50 – Giot (Birrell) \| \| H. Mrkva (Ćatović, Gaković) – 21:41 \| 2–6 \| \| |              |                                         |             | Játékvezető: Jobbágy Martin Vonalbírók: Ahmed Al-Farsi Morne Moses |
| 16 perc | Büntetések   | 18 perc                                 |             | Játékvezető: Jobbágy Martin Vonalbírók: Ahmed Al-Farsi Morne Moses |
| 20 | Lövések      | 51                                      |             | Játékvezető: Jobbágy Martin Vonalbírók: Ahmed Al-Farsi Morne Moses |
| | 0–1          | 03:19 – Samaai (Venter)                 |             | Játékvezető: Jobbágy Martin Vonalbírók: Ahmed Al-Farsi Morne Moses |
| H. Mrkva (Miskić) – 06:22 | 1–1          |                                         |             | Játékvezető: Jobbágy Martin Vonalbírók: Ahmed Al-Farsi Morne Moses |
| | 1–2          | 09:02 – Birrell (Samaai, Magmoed) (PP2) |             | Játékvezető: Jobbágy Martin Vonalbírók: Ahmed Al-Farsi Morne Moses |
| | 1–3          | 09:22 – Krotz (PP)                      |             |                                                                    |
| | 1–4          | 09:37 – Van Doesburgh (Birrell)         |             |                                                                    |
| | 1–5          | 13:33 – Compton (Kluyts)                |             |                                                                    |
| | 1–6          | 17:50 – Giot (Birrell)                  |             |                                                                    |
| H. Mrkva (Ćatović, Gaković) – 21:41 | 2–6          |                                         |             |                                                                    |

| 2022. március 17. 19:00 | Thaiföld | 4–3 (1–1, 1–1, 2–1) | Bosznia-Hercegovina | The Ice Station, Fokváros Nézőszám: 100 |

| Jegyzőkönyv | Jegyzőkönyv         | Jegyzőkönyv                           | Jegyzőkönyv  | Jegyzőkönyv                                                           |
| --- | ------------------- | ------------------------------------- | ------------ | --------------------------------------------------------------------- |
| | Benjamin Kleinechay | Kapusok                               | Dino Pašović | Játékvezető: Stef Oosterling Vonalbírók: Martin Boyadijev Morne Moses |
| \| \| 0–1 \| 03:24 – Omer (Hasović, H. Mrkva) (PP) \| \| Kitayama (Nagayama, Isaksson) – 15:20 \| 1–1 \| \| \| Isaksson (Forstner) – 36:50 \| 2–1 \| \| \| \| 2–2 \| 38:44 – Gaković (Omer) \| \| Suwachirat (Isaksson) – 40:33 \| 3–2 \| \| \| Isaksson (Suwachirat) – 45:44 \| 4–2 \| \| \| \| 4–3 \| 56:08 – Omer (Pilav) \| |                     |                                       |              | Játékvezető: Stef Oosterling Vonalbírók: Martin Boyadijev Morne Moses |
| 10 perc | Büntetések          | 8 perc                                |              | Játékvezető: Stef Oosterling Vonalbírók: Martin Boyadijev Morne Moses |
| 52 | Lövések             | 43                                    |              | Játékvezető: Stef Oosterling Vonalbírók: Martin Boyadijev Morne Moses |
| | 0–1                 | 03:24 – Omer (Hasović, H. Mrkva) (PP) |              | Játékvezető: Stef Oosterling Vonalbírók: Martin Boyadijev Morne Moses |
| Kitayama (Nagayama, Isaksson) – 15:20 | 1–1                 |                                       |              | Játékvezető: Stef Oosterling Vonalbírók: Martin Boyadijev Morne Moses |
| Isaksson (Forstner) – 36:50 | 2–1                 |                                       |              | Játékvezető: Stef Oosterling Vonalbírók: Martin Boyadijev Morne Moses |
| | 2–2                 | 38:44 – Gaković (Omer)                |              |                                                                       |
| Suwachirat (Isaksson) – 40:33 | 3–2                 |                                       |              |                                                                       |
| Isaksson (Suwachirat) – 45:44 | 4–2                 |                                       |              |                                                                       |
| | 4–3                 | 56:08 – Omer (Pilav)                  |              |                                                                       |

| 2022. március 18. 17:00 | Thaiföld | 6–5 (sz.) (3–0, 2–2, 0–3) (h.u.: 0–0) (sz.: 1–0) | Dél-afrikai Köztársaság | The Ice Station, Fokváros Nézőszám: 500 |

| Jegyzőkönyv | Jegyzőkönyv         | Jegyzőkönyv                          | Jegyzőkönyv | Jegyzőkönyv                                                             |
| --- | ------------------- | ------------------------------------ | ----------- | ----------------------------------------------------------------------- |
| | Benjamin Kleinechay | Kapusok                              | Ryan Boyd   | Játékvezető: Jobbágy Martin Vonalbírók: Ahmed Al-Farsi Martin Boyadijev |
| \| Phatigulsate (Thanakroekkiat) – 03:06 \| 1–0 \| \| \| Suwachirat (Isaksson, Harnchaipibulgul) – 10:54 \| 2–0 \| \| \| Phatigulsate – 11:11 \| 3–0 \| \| \| Suwachirat (Isaksson, Forstner) – 24:35 \| 4–0 \| \| \| \| 4–1 \| 35:06 – Venter (Samaai) \| \| Isaksson (Kindborn) (PP) – 35:59 \| 5–1 \| \| \| \| 5–2 \| 39:26 – Carelse (Samaai) \| \| \| 5–3 \| 40:32 – Samaai (SH) \| \| \| 5–4 \| 42:07 – Kluyts \| \| \| 5–5 \| 53:49 – Van Doesburgh (Venter) (EN) \| |                     |                                      |             | Játékvezető: Jobbágy Martin Vonalbírók: Ahmed Al-Farsi Martin Boyadijev |
| Isaksson Nagayama Kitayama Phatigulsate | Szétlövés           | Compton Magmoed Valdas Venter Samaai |             | Játékvezető: Jobbágy Martin Vonalbírók: Ahmed Al-Farsi Martin Boyadijev |
| 6 perc | Büntetések          | 10 perc                              |             | Játékvezető: Jobbágy Martin Vonalbírók: Ahmed Al-Farsi Martin Boyadijev |
| 33 | Lövések             | 42                                   |             | Játékvezető: Jobbágy Martin Vonalbírók: Ahmed Al-Farsi Martin Boyadijev |
| Phatigulsate (Thanakroekkiat) – 03:06 | 1–0                 |                                      |             | Játékvezető: Jobbágy Martin Vonalbírók: Ahmed Al-Farsi Martin Boyadijev |
| Suwachirat (Isaksson, Harnchaipibulgul) – 10:54 | 2–0                 |                                      |             | Játékvezető: Jobbágy Martin Vonalbírók: Ahmed Al-Farsi Martin Boyadijev |
| Phatigulsate – 11:11 | 3–0                 |                                      |             |                                                                         |
| Suwachirat (Isaksson, Forstner) – 24:35 | 4–0                 |                                      |             |                                                                         |
| | 4–1                 | 35:06 – Venter (Samaai)              |             |                                                                         |
| Isaksson (Kindborn) (PP) – 35:59 | 5–1                 |                                      |             |                                                                         |
| | 5–2                 | 39:26 – Carelse (Samaai)             |             |                                                                         |
| | 5–3                 | 40:32 – Samaai (SH)                  |             |                                                                         |
| | 5–4                 | 42:07 – Kluyts                       |             |                                                                         |
| | 5–5                 | 53:49 – Van Doesburgh (Venter) (EN)  |             |                                                                         |